# 187981 Soluri
187981 Soluri este o planetă minoră (asteroid) din centura de asteroizi. A fost descoperită pe 19 august 2001 la Observatorio de Cerro Tololo⁠(d) de Marc Buie⁠(d). 
Obiectul prezintă o orbită caracterizată de o semiaxă mare de 2,5917937391237 UAi, o excentricitate de 0,10594378798564, o înclinație de 0,82275985714246 ° în raport cu ecliptica.